# Krimptunnel

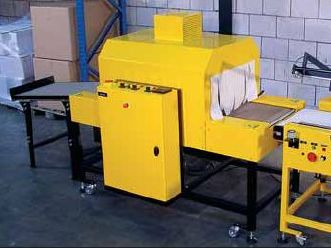
Door middel van hete lucht wordt krimpfolie strak om een product getrokken

Een krimptunnel is een oven die door middel van warme lucht een krimpverpakking maakt van krimpfolie. 
De krimpfolie wordt eerst geseald op een sealmachine of een hoeksealer. Daarna wordt het product met de krimpfolie daarom heen, eventueel automatisch, in de krimptunnel geschoven.
De luchtcirculatie in de krimptunnel kan aangepast worden door middel van kleppen in de tunnel. De krimptunnels worden uitgevoerd met een stangentransport. Ook is het mogelijk om het transport uit te laten voeren met een gaasband.